# Howick Island
Howick Island è un'isola continentale che si trova circa 100 km a sud-est di Cape Melville lungo la costa settentrionale del Queensland, in Australia. È la maggiore del piccolo arcipelago omonimo delle Howick Group. Appartiene alla Local government area della Contea di Cook e fa parte del Howick Group National Park, il quale comprende nove isole del gruppo e copre una superficie di 7,76 km². Howick ha un'area di 4,8 km² e un'altezza di 56 m.
L'isola si trova nel territorio che, in epoca pre-coloniale, apparteneva al popolo aborigeno Ithu.

## Toponimo
Il suo nome deriva dal nome del gruppo, che è stato nominato dal tenente Charles Jeffreys (1782-1826), capitano della HMS Kangaroo, nel 1815, in onore di Charles Grey, I conte Grey e visconte di Howick (una contea del Northumberland).